# Dominique Persoone

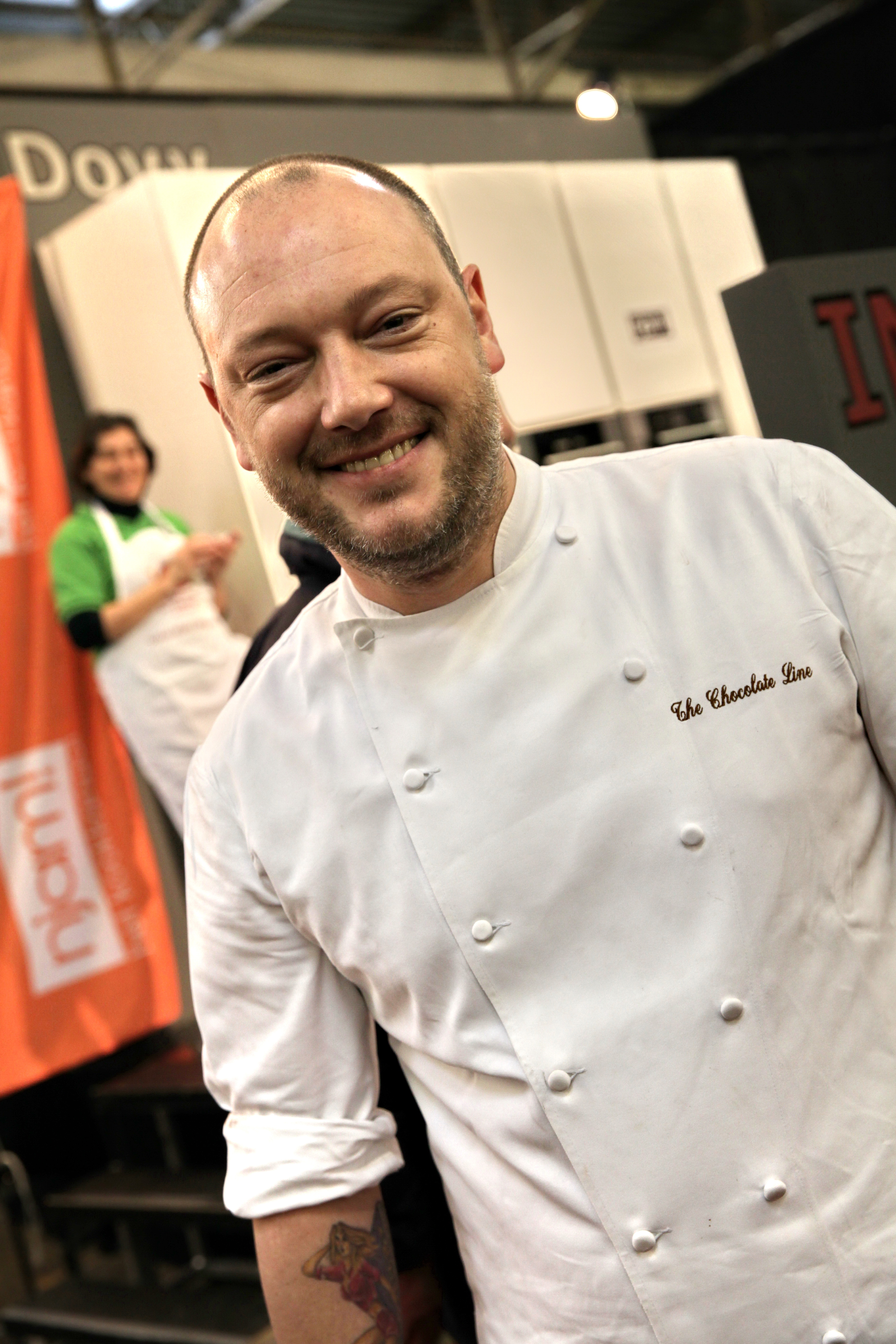
Dominique Persoone

Dominique Persoone (* 24. September 1968 in Brügge) ist ein belgischer Chocolatier. Er wurde durch seine außergewöhnlichen Schokoladenkreationen mit unerwarteten Geschmackskombinationen bekannt. Persoone bezeichnet sich selbst als „Shock-o-latier“.

## Leben
Persoone besuchte die Hotelfachschule „Ter Groene Poorte“ in seiner Heimatstadt Brügge. In Paris arbeitete er unter anderem bei Pierre Hermé.

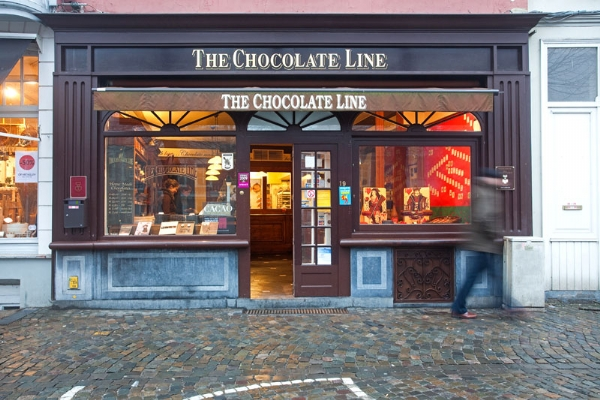
The Chocolat Line in Brügge

1992 eröffnete Persoone zusammen mit Fabienne Destaercke in Brügge „The Chocolate Line“, ein Pralinen- und Schokoladengeschäft. Die Produktion findet in der Nähe von Brügge statt. 2004 wurde „The Chocolate Line“ in den Guide Michelin aufgenommen, in dem Chocolatiers eher selten aufgeführt werden. 2010 eröffnete „The Chocolate Line“ einen zweiten Laden in Antwerpen.
Als Überraschung für die gemeinsame Geburtstagsparty der Rolling Stones Ron Wood und Charlie Watts erfand Persoone – auf Bitten der Ehefrauen der Musiker – den „Chocolate Shooter“, eine Vorrichtung, mit der man sich Schokoladenpulver in die Nasenlöcher schießen kann. Weitere ungewöhnliche Kreationen Persoones sind z. B. Schokoladenlippenstifte und Massage-Schokolade.
In Zusammenarbeit mit dem Star-Modisten Stephen Jones entwickelte Persoone eine Serie von Pralinen in der Form von Hüten, die Jones entworfen hat. Zur Eröffnung des Choco-Laté-Festivals 2011 in Brügge entwarf Persoone mit dem Designer Nicky Vankets ein 20 Kilogramm schweres Schokoladenkleid, das von der amtierenden Miss Belgien getragen wurde.
2008 veröffentlichte Persoone das Buch Cacao – The Roots of Chocolate, in dem er seine Reise zum Ursprung der Schokolade in Mexiko beschreibt, angereichert mit zahlreichen Originalrezepten. Das Buch wurde 2009 als „bestes Schokoladenbuch der Welt“ mit dem „Gourmand Cookbook Award“ ausgezeichnet. 2012 erschien das zweite Buch von Persoone, Shock-o-latier.